# Autotron
Autotron – urządzenie elektroniczno-mechaniczne, które służy do sterowania mechanizmu perforującego znaczki pocztowe.